# Capacete M63
O M63 (apelidado de "Staaldak" em Africânder) é um capacete de combate de origem sul-Africana. Com base no francês Modèle 1953, a M63 substituiu os capacetes britânicos Brodie durante o início da década de 1960, e teve uma grande utilização durante a Guerra Civil da Rodésia e a guerra de fronteira. Ele foi emitido até a década de 1980, quando foi substituído pelo M87 de kevlar.